# 太空探險公司
太空探險公司（Space Adventures）美國的太空旅遊公司，埃里克·C·安德森成立於1998年維吉尼亞州。截至2010年，太空探險公司產品包括零重力飛行，軌道航天飛行和其他有關飛行，其中包括宇航員訓練，太空漫步訓練，並推出太空旅遊。
2001年4月和2002年，协助美国富商丹尼斯-蒂托和南非富豪马克-沙特尔沃思成功实现了到太空旅行的梦想。

## 連結
- Space Adventures（页面存档备份，存于）
- Space Daily article on 2004/2005 space tourist contract（页面存档备份，存于）
- Spaceport Singapore